# Gerhard Anschütz
Gerhard Anschütz, född 10 januari 1867 i Halle an der Saale, död 14 april 1948 i Heidelberg, var en tysk statsrättslärare, son till August Anschütz, dotterson till Alfred Wilhelm Volkmann.
Anschütz blev professor i Tübingen 1899, i Heidelberg 1900, i Berlin 1908, och åter i Heidelberg 1914. Han utgav Kritische Studien zur Lehre vom Rechtssatz und formellen Recht (1891), Die Organisationsgesetze der inneren Verwaltung in Preussen (1898; 1908), Das deutsche Staatsrecht ( i Holtzendorff-Kohlers Rechtsencyklopedie, 1914).